# Kościół św. Kazimierza w Podstolicach
Kościół świętego Kazimierza w Podstolicach – rzymskokatolicki kościół parafialny należący do parafii pod tym samym wezwaniem (dekanat chodzieski archidiecezji gnieźnieńskiej).
Jest to murowana świątynia wzniesiona w 1935 roku na planie krzyża egipskiego. Reprezentuje architekturę modernizmu opartą na formach wypracowanych przez polską sztukę stosowaną.
Od 1973 roku przy kościele funkcjonuje samodzielna parafia. Od 2010 roku budowla przechodziła generalny remont – został wymieniony dach, odnowiono elewację. W 2015 roku został wykonany drugi etap prac: została położona nowa kostka chodnikowa i postawiony został nowy płot. Pod koniec kwietnia 2020 roku zostało zakończone malowanie wnętrza świątyni.